# 龌龊无栉蟹
龌龊无栉蟹（学名：Leipocten sordidulum）为沙蟹科无栉蟹属的动物。分布于澳大利亚、马来半岛、新加坡、印度、台湾岛以及中国大陆的福建等地，生活环境为海水，常见于沿海咸淡水的泥沙间、全身沾满泥污、行动迟缓以及并不打洞。